# Bremermann-Grenze
Die Bremermann-Grenze beschreibt die maximale Verarbeitungsgeschwindigkeit von Datenverarbeitungssystemen.
Hans Joachim Bremermann leitete aus der Äquivalenz von Masse und Energie {\displaystyle E=mc^{2}} und der Planck-Gleichung {\displaystyle E=h\cdot \nu } die Erkenntnis ab, dass die Verarbeitung von Symbolen höchstens mit einer Geschwindigkeit von c2/h = 1,356⋅1050 Bit/Kilogramm/Sekunde erfolgen kann.
In der Kryptographie ist dieser Wert wichtig, um ein Verschlüsselungsverfahren so zu gestalten, dass es mit der Brute-Force-Methode nicht zu entschlüsseln ist.
Zum Beispiel könnte ein Computer von der Masse der Erde, der an der Bremermann-Grenze arbeitet, etwa 1075 (circa 2249) Berechnungen pro Sekunde durchführen. Setzt man voraus, dass ein kryptographischer Schlüssel mit nur einer Operation getestet werden könnte, würde eine 128-Bit-Verschlüsselung in 10−37 Sekunden entschlüsselt sein. Eine 256-Bit-Verschlüsselung würde in etwa zwei Minuten geknackt, eine 512-Bit-Verschlüsselung jedoch erst in 1072 Jahren.